# Andrij Slinkin
Andrij Viktorovyč Slinkin (ukrajinsky Андрій Вікторович Слінкін; * 19. února 1991, Oděsa) je ukrajinský fotbalový obránce, od roku 2022 působící v FK Jonava. Mimo Ukrajinu působil na Slovensku.

## Klubová kariéra
Svoji fotbalovou kariéru začal v FK Ukrpošta Oděsa, odkud jako dorostenec zamířil do FK Junha-Čorne More Oděsa a následně do Černomorce Oděsa. V roce 2008 se propracoval do prvního mužstva. V sezoně 2010/11 hrál za rezervu Oděsy a v roce 2012 odešel hostovat do FK Sumy. V únoru 2014 odešel na další hostování do klubu FK Senica, který se pro něj stal prvním zahraničním angažmá. V průběhu jarní části ročníku 2013/2014 se vrátil zpět do Oděsy.